# Danuta Idaszak
Danuta Idaszak (ur. 13 listopada 1930, zm. 27 lutego 2011) – polska muzykolog, publicystka, wieloletni kierownik Biblioteki Instytutu Muzykologii Uniwersytetu Warszawskiego w latach 1955–1992, wykładowca akademicki.
Muzykologię studiowała na Uniwersytecie Poznańskim w latach 1951–1954 i Uniwersytecie Warszawskim w latach 1954-1958. Stopień magistra uzyskała na podstawie pracy Mazurek przed Chopinem, a następnie tytuł doktora nauk humanistycznych na podstawie pracy Wojciech Dankowski – monografia z 1972 r. 
Od 1977 r., prowadziła w Pracownie Dokumentacyjną Répertoire International des Sources Musicales (RISM) przy Instytucie Muzykologii UW. 
W latach 1974–1988 wykładała na ATK w Warszawie historię muzyki od baroku po XX wiek, w 1975–1977 na Uniwersytecie Jagiellońskim, a w latach 1982 i 1991 na KUL-u. 
Była autorką katalogów tematycznych rękopisów muzycznych Grodziska Wielkopolskiego i Gniezna.

## Członkostwo w organizacjach i towarzystwach
- Internationale Gesellschaft für Musikwissenschaft. (w latach 1975-1994)
- Związek Kompozytorów Polskich (1965 – do śmierci)

## Wybrana bibliografia autorska
- Grodzisk Wielkopolski. Katalog tematyczny muzykaliów (Musica Iagellonica, Kraków, 1993)
- Źródła muzyczne Gniezna. Katalog tematyczny. Słownik muzyków (Musica Iagellonica, Kraków, 2001)